# Domi Parra
Domingo Parra Pont, més conegut com a Domi Parra és un muntador i editor de cinema espanyol. Llicenciat en comunicació audiovisual per la Universitat Pompeu Fabra el 1997. El 2018 era president de l'Associació de Muntadores i Muntadors Audiovisuals de Catalunya (AMMAC). Va debutar com a editor de pel·lícules el 2000 amb Tomándote dirigida per Isabel Gardela i ha treballat principalment en documentals, sobretot per a Isaki Lacuesta i Joaquim Oristrell. De 2008 a 2010 treballà al programa Salvados de Jordi Évole. Entre els seus treballs a televisió hi ha tres episodis de Polseres vermelles (2013), cinc episodis de Chester in Love (2015) i muntador habitual a Cites (2016), Sé quién eres (2017), Merlí, Les de l'hoquei (2019), El embarcadero i Dime quien soy.

## Filmografia
- Tomándote (2000)
- Cravan vs Cravan (2002)
- La leyenda del tiempo (2006)
- Dieta mediterránea (2009)
- El Problema, testimonio del pueblo saharaui (2010)
- Los pasos dobles (2011)
- El cuarderno de barro (2011)
- Món petit (2012)
- La plaga (2013)
- Murieron por encima de sus posibilidades (2014)
- Fassman: l'increïble home radar (2015)
- Merlí (2015-2018)
- La propera pell (2016)
- La llave de la felicidad (2016)
- Entre dos aguas (2018)
- El embarcadero (2019-2020)
- Glittering Misfits (2019)

## Premis
- Bisnaga de plata al millor muntatge del Festival de Màlaga per La propera pell[5]
- Gaudí al millor muntatge per La plaga (2013)[6]